# Boulazac Isle Manoire
Boulazac Isle Manoire é uma comuna francesa na região administrativa da Nova Aquitânia, no departamento da Dordonha. Estende-se por uma área de 55.95 km². Em 2010 a comuna tinha 11 058 habitantes (densidade: 197,6 hab./km²).
Foi criada em 1 de janeiro de 2016, a partir da fusão das antigas comunas de Boulazac, Atur e Saint-Laurent-sur-Manoire. Em 1 de janeiro de 2017, a comuna de Sainte-Marie-de-Chignac também foi incorporada.